# Camilla Pedersen
Camilla Pedersen née le 8 juin 1983 à Esbjerg au Danemark est une triathlète professionnelle danoise, championne  d'Europe et du monde de triathlon sur distance XL en 2011 et 2014.

## Biographie
Camilla Pedersen participe à son premier triathlon en 2010 et remporte en 2011 le titre de champion d'Europe longue distance. En août 2012 elle débute sur distance Ironman et remporte le Challenge  Copenhague malgré une sévère chute de vélo qui lui fait perdre de longues minutes, elle termine devant sa compatriote et championne du monde longue distance également, Lisbeth Kristensen. En juin 2013 elle remporte l'Ironman Frankfort en Allemagne, course support décernant le titre de champion d'Europe d'Ironman. Le 3 septembre 2013 elle est victime d'un accident de vélo extrêmement grave qui provoque un traumatisme crânien et de multiples fractures qui nécessitent son maintien dans un coma artificiel pendant 19 jours. Elle se rétablit et six mois plus tard reprend l'entrainement, puis la compétition en avril 2014. Elle remporte quelques mois plus tard en Chine le titre de championne du monde longue distance, compétition organisée par la Fédération internationale de triathlon et signe un spectaculaire retour à la compétition salué par la presse spécialisée.

## Palmarès
Le tableau présente les résultats les plus significatifs (podium) obtenus sur le circuit international de triathlon depuis 2011,.
| Année | Compétition                                      | Pays      | Position           | Temps           |
| ----- | ------------------------------------------------ | --------- | ------------------ | --------------- |
| 2017  | Challenge Danemark                               | Danemark  | Médaille d'or      | 4 h 15 min 1 s  |
| 2017  | Ironman 70.3 Jönköping                           | Suède     | Médaille d'argent  | 4 h 24 min 3 s  |
| 2015  | Ironman 70.3 Kraichgau                           | Allemagne | Médaille d'or      | 4 h 24 min 56 s |
| 2015  | Ironman 70.3 Barcelone                           | Espagne   | Médaille d'or      | 4 h 33 min 34 s |
| 2015  | Championnat du monde longue distance - Motala    | Suède     | Médaille d'argent  | 5 h 31 min 48 s |
| 2015  | Ironman 70.3 Pays d'Aix                          | France    | Médaille de bronze | 4 h 36 min 37 s |
| 2014  | Championnat du monde longue distance - Weihai    | Chine     | Médaille d'or      | 5 h 43 min 31 s |
| 2014  | Triathlon XL de Gerardmer                        | France    | Médaille d'or      | 4 h 57 min 36 s |
| 2014  | Ironman 70.3 Aarhus                              | Danemark  | Médaille d'or      | 4 h 26 min 5 s  |
| 2014  | Ironman 70.3 Pescara                             | Italie    | Médaille d'or      | 4 h 19 min 4 s  |
| 2014  | Ironman 70.3 Barcelone                           | Espagne   | Médaille d'or      | 4 h 36 min 16 s |
| 2014  | Challenge Fuerteventura                          | Espagne   | Médaille d'or      | 4 h 30 min 13 s |
| 2013  | Ironman Frankfort                                | Allemagne | Médaille d'or      | 8 h 56 min 1 s  |
| 2013  | Championnat du monde longue distance - Belfort   | France    | Médaille d'argent  | 4 h 44 min 14 s |
| 2013  | Challenge Aarhus                                 | Danemark  | Médaille d'or      | 4 h 19 min 32 s |
| 2013  | Championnat d'Europe longue distance - Barcelone | Espagne   | Médaille d'or      | 4 h 35 min 34 s |
| 2013  | Ironman 70.3 Panama                              | Panama    | Médaille d'or      | 4 h 25 min 11 s |
| 2012  | Half Challenge Barcelona                         | Espagne   | Médaille d'or      | 4 h 14 min 24 s |
| 2012  | Challenge Copenhague                             | Danemark  | Médaille d'or      | 9 h 12 min 27 s |
| 2012  | Championnat d'Europe longue distance - Vitoria   | Espagne   | Médaille d'argent  | 6 h 9 min 23 s  |
| 2011  | Championnat d'Europe longue distance - Tampere   | Finlande  | Médaille d'or      | 6 h 10 min 25 s |